# باشگاه هندبال نیروی زمینی کازرون
باشگاه هندبال نیروی زمینی کازرون نام باشگاه هندبال ایرانی فعال در لیگ برتر هندبال ایران که زیر مجموعه باشگاه فرهنگی ورزشی شهید شاملی کازرون است. این تیم سابقه یک قهرمانی، سه نایب قهرمانی و صعود به آسیا در کارنامه خود دارد. دفتر باشگاه :کازرون،بیشاپور،خ نطنج،خ ورزش ششم،استخر روباز ورزشگاه تختی کازرون

## مدیرعامل باشگاه
- یعقوب پیری  ( مدیرعامل)

## مربی و بازیکنان
- محمدرضا رجبی (سرمربی)
- علیرضا خانی (مربی)
- مهدی خجسته (مربی)
- فردین شاملی (مربی دروازه بان)
- علی رحیمی کازرونی
- محمد قاسمی
- محمد صفری
- علی کوهزاد
- یونس آثاری
- محمد کاظم جمعه پورزاده
- مهران رهنما
- رضا شجاعی
- یونس بدیعی
- امیر عباس سلطانی
- محمدعلی خواجه زاده
- محمد ایوبی پور
- بهشاد فاتحی زاده
- علی محبت پور
- محمد رضا کاظمی
- فرزاد رستمی
- مجتبی کرمیان